# Paco Santamaría
Francisco Santamaría Mirones (Santander, Cantabria, 8 de septiembre de 1936), conocido como Paco Santamaria, es un exfutbolista español que jugaba como defensa central. Desarrolló su carrera en el Real Racing Club de Santander y en el Real Zaragoza. Fue una vez internacional con la selección española de fútbol en 1966.
Es hermano del también futbolista Julio Santamaría Mirones.

## Trayectoria
Como futbolista militó en el Racing de Santander y en el Real Zaragoza, equipo en el que formó parte de los legendarios Magníficos, delantera formada por Canario, Santos, Marcelino, Villa y Lapetra. Después de retirarse siguió ligado al fútbol, ocupando un cargo equivalente al de director general en el Real Zaragoza, aunque no durante demasiado tiempo. También fue secretario técnico del Xerez Club Deportivo.

## Clubes
| Club                          | País   | Año       |
| ----------------------------- | ------ | --------- |
| Real Racing Club de Santander | España | 1955-1962 |
| Real Zaragoza                 | España | 1962-1969 |

## Palmarés

### Campeonatos nacionales
| Título       | Club          | País   | Año  |
| ------------ | ------------- | ------ | ---- |
| Copa del Rey | Real Zaragoza | España | 1964 |
| Copa del Rey | Real Zaragoza | España | 1966 |

### Campeonatos internacionales
| Título         | Club          | País               | Año  |
| -------------- | ------------- | ------------------ | ---- |
| Copa de Ferias | Real Zaragoza | Barcelona (España) | 1964 |

## Internacionalidades
Una vez internacional con España. Debutó con la selección española en Dublín el 23 de octubre de 1966 contra República de Irlanda.